# Abu-Muhàmmad al-Hàssan ibn Muhàmmad ibn Harun al-Muhal·labí
Abu-Muhàmmad al-Hàssan ibn Muhàmmad ibn Harun al-Muhal·labí (Bàssora, novembre o desembre del 903 - a alta mar, en el Golf Pèrsic, 963) fou un visir buwàyhida (950-963) al servei de Muïzz-ad-Dawla de l'Iraq. Pertanyia a la família àrab dels muhal·làbides de Bàssora.
El 945, quan Muizz al-Dawla va marxar contra Bagdad, va enviar a al-Muhallabí al seu davant per negociar amb el califa abbàssida; l'11 de novembre del 950 fou nomenat visir (primer ministre) que comportava la recaptació dels impostos i de la correspondència oficial. Va rebre després el comandament suprem de la lluita contra Imran ibn Shahin i el tenia en situació crítica quan va caure en una emboscada i amb prou feines va salvar la vida; Muizz al-Dawla va haver de signar la pau amb Imran. El 952/953 el príncep d'Oman, Yusuf ibn Wadjih va fer una expedició contra Bàssora però defensada aquesta per al-Muhallabi, l'atacant es va haver de retirar. Poc després (dins el mateix any) va caure en desgràcia per un temps, però no va arribar a perdre el càrrec i després va tornar a gaudir de la confiança del seu senyor. Fou l'encarregat d'aplicar les mesures xiïtes que el seu senyor li exigia i de reformes impositives per fer front a la manca de diners.
Uns anys després Muizz al-Dawla va fer una expedició contra Oman i va donar el comandament a al-Muhallabí. Va sortir el juny/juliol del 963 però va caure malalt poc després de sortir i va ordenar el retorn però va morir pel camí (19 de setembre del 963). Fou enterrat a Bagdad. Muizz al-Dawla va fer confiscar tots els béns del difunt provocant la indignació general. El seu fill Abu l-Ghanaim al-Mufaddal va ser secretari d'Izaz al-Dawla Marzuban (fill d'Izz al-Dawla Bakhtiyar) a Bàssora.
Fou un mecenes de poetes i literats.